# Перссон, Ингрид
Ингрид Перссон (швед. Ingrid Hanna Margareta Persson, 29 мая 1912 — 22 октября 2000) — шведская священница. Одна из трёх первых священниц Швеции, рукоположенных в клир.

## Биография
Ингрид Ханна Маргарета Перссон родилась в семье землевладельцев Йона и Хильдегарды Перссонов. В 1930 г. она окончила школу в Гётеборге, в 1931 г. сдала экзамены по теологии и философии, которые позволили ей обучаться богословию и греческому языку. После обучения в Университете Уппсалы она в 1936 г. получила степень бакалавра теологии.
Ингрид работала учительницей, а затем секретарём в женской молодёжной христианской организации (Kristliga förening av unga kvinnor, KFUK), с 1939 г. была секретарём по делам молодёжи в Хернёсандской епархии, начала самостоятельно читать проповеди во время воскресных служб. В 1949 г. она стала рукоположенным дьяконом.
В 1958 г. Парламент Швеции принял закон об ординации, позволивший женщинам быть рукоположёнными в клир и становиться пасторами и епископами. Ингрид Перссон приняла предложение архиепископа Гуннара Хультгрена стать женщиной-епископом, прошла необходимое обучение, и в 1959 г. её назначили священником в Лунде — в Уппсале не получилось, поскольку идея назначать священниками женщин не встретила понимание местного духовенства. 10 апреля 1960 г. три первые женщины — Ингрид Перссон, Маргит Сахлин и Элизабет Юрле — были рукоположены в священницы. Ингрид Перссон поддерживала дальнейшее рукоположение женщин в священники и помогала им в этом начинании.
В 1978 году Ингрид Перссон стала женой священника Свена Сёдерлунда. Детей в этом браке не было.
Ингрид Перссон ушла из жизни в 2000 г.